# 구보타 신덴번
구보타 신덴 번(일본어: 久保田新田藩 구보타신덴한[*])은 일본 에도 시대의 번 중 하나로, 구보타 번의 지번이다. 거성은 쓰바키다이 진야이다.

## 번의 역사
겐로쿠 14년(1701년), 구보타 번의 3대 번주 사타케 요시즈미가 조카 사타케 요시쿠니에게 새 개간지 1만 석을 나누어 줌으로써 구보타 신덴 번이 탄생하였다. 그 후 교호 17년(1732년), 요시쿠니의 아들 요시카타가 본가 구보타 번의 양자로 들어가게 되면서 구보타 신덴 번은 폐지되었다.

## 역대 번주
1. 사타케 요시쿠니(佐竹義都) 재위 1701년 ~ 1720년
2. 사타케 요시카타(佐竹義堅) 재위 1720년 ~ 1732년

## 같이 보기
- 사타케 씨
- 구보타 번